# Hwang Myong-chol
Hwang Myong-chol (17 settembre 1982) è un ex calciatore nordcoreano, di ruolo difensore.